# Rajmond Debevec
Rajmond Debevec (* 29. března 1963 Postojna) je slovinský sportovní střelec. Je členem klubu SD Olimpija Lublaň a specializuje se na puškařské disciplíny. V letech 1984 až 2012 startoval na osmi olympijských hrách v řadě jako reprezentant Jugoslávie a poté Slovinska. Je olympijským vítězem z roku 2000 a držitelem dvou bronzových medailí, v roce 2002 se stal mistrem světa v neolympijské disciplíně 300 m puška tři pozice. V závodech Světového poháru získal 69 pódiových umístění. Je držitelem světového rekordu v disciplíně 50 metrů puška tři pozice nástřelem 1287,9 bodu. V letech 1992 a 2000 vyhrál anketu Slovinský sportovec roku. Je příslušníkem slovinské armády a provozuje vlastní obchod se zbraněmi a střelivem.